# Madrid Maersk (schip, 2017)
De Madrid Maersk is een van de elf Maersk triple-E-schepen van de tweede generatie die in 2015 besteld werd door de Deense rederij A.P. Møller-Mærsk Group. Dit is samen met de Moscow Maersk, Munich Maersk en de Milan Maersk het grootste schip van A.P. Møller-Maersk Group. Het gaat hier om een containerschip met een gross tonnage van 214.286 en een capaciteit van 20.568 TEU (Twenty Equivalent Unit). Het schip werd gebouwd in Zuid-Korea bij de Daewoo Shipbuilding & Marine Engineering en maakte de maiden voyage in april 2017. Sinds die tijd is het actief op de Europa-Azië-route.
Op 9 juni 2017 deed het schip een eerste maal de haven van Antwerpen aan.

## Karakteristieken
Het schip heeft een totale laadcapaciteit van 20.568 TEU (Twenty Foot Equivalent Units). Vanwege de relatief grote diepgang (16 meter) kan het enkel de grote havens aanlopen. In Europa kan het onder andere Rotterdam en Antwerpen aanlopen. De containers worden tot 22 lagen hoog gestapeld, waarvan 10 benedendeks.